# Hermann Sello
Ludwig Hermann Sello, meist nur Hermann Sello genannt (* 25. September 1800 in Caputh; † 28. Dezember 1876 in Potsdam) war ein Königlicher Hofgärtner in Preußen. Sein botanisches Autorenkürzel lautet Sello, es ist nicht zu verwechseln mit dem Kürzel Sellow, welches zu Friedrich Sello gehört.

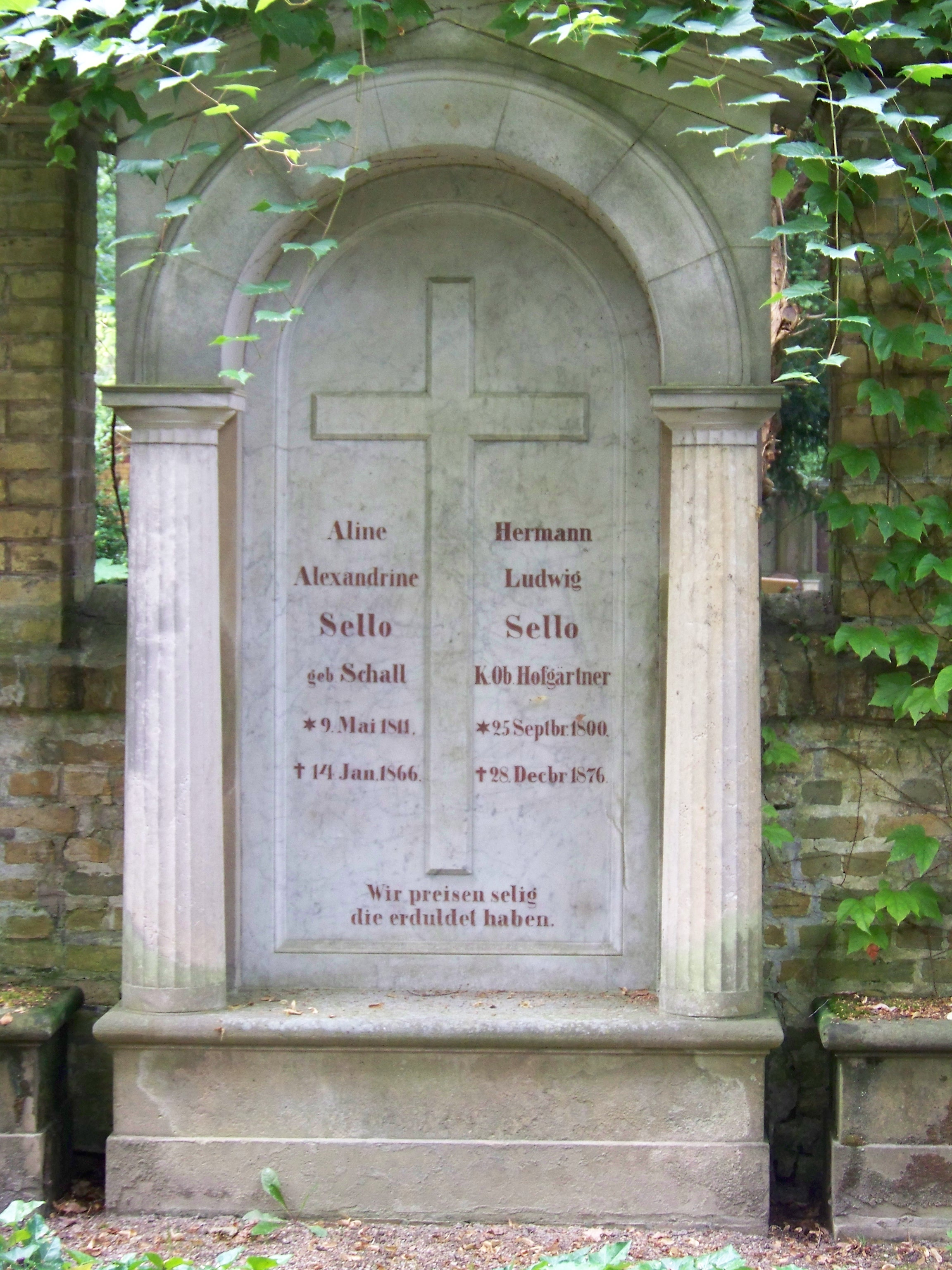
Grab des Hermann Sello auf dem Bornstedter Friedhof

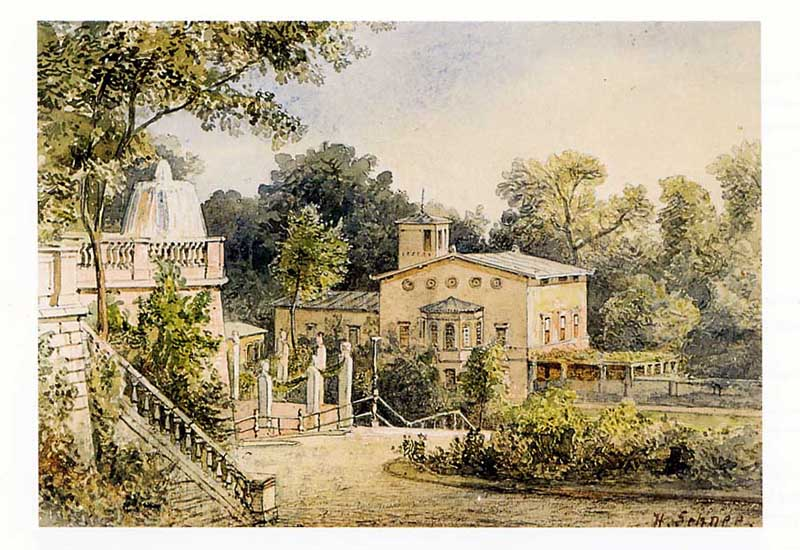
Das von seinem Schwager Ludwig Persius als Dienstwohnung errichtete Hofgärtnerhaus an der Maulbeerallee. Das Gebäude wurde 1910 abgetragen und weiter westlich in veränderter Form wieder aufgebaut.

## Leben
Hermann Sello wurde am 25. September 1800 in Caputh bei Potsdam als ein Spross der preußischen Hofgärtner-Dynastie Sello (Sohn von Ludwig Sello; 1775–1837) geboren.
Nach der traditionellen Ausbildung als Hofgärtner und der obligatorischen Bildungsreise, die ihn nach Wien, Italien und Frankreich und England führte, wurde Hermann Sello 1828 kronprinzlicher Hofgärtner. Bis 1837 war er im Landschaftsgarten von Schloss Charlottenhof bei Potsdam tätig und gestaltete diesen unter der Leitung von Peter Joseph Lenné, der seit 1824 Gartendirektor war.
Als Dienstwohnung wurde ein eigenes Hofgärtnerhaus für ihn errichtet, die sogenannten Römischen Bäder. Nach Entwürfen von Karl Friedrich Schinkel war sein Schwager Ludwig Persius, der 1827 seine Schwester Pauline geheiratet hatte, mit der Bauausführung betraut. Das Gärtnerhaus besaß Gästezimmer für die Gäste des Kronprinzen (u. a. Alexander von Humboldt).
1837 übernahm Hermann Sello von seinem verstorbenen Vater Hofgärtner Ludwig Sello die Leitung des Terrassenreviers in Sanssouci. Seine neue Dienstwohnung wurde das Hofgärtnerhaus an der Maulbeerallee; 1841/42 wurde es von Ludwig Persius auf Wunsch Friedrich Wilhelm IV. im italienischen Stil umgebaut. Hermann Sello legte unter anderem das „Italienische Kulturstück“ vor den Römischen Bädern an und das „Paradeisgärt'l“ jenseits der Maulbeerallee. Er gestaltete die Terrassen von Sanssouci neu nach den Wünschen der königlichen Familie, in enger Zusammenarbeit mit Ludwig Persius. Hermann Sello soll als einer der ersten Gärtner dekorative Blattpflanzen wie die Herkulesstaude in Gärten eingesetzt und das „Fensterblatt“ (Monstera deliciosa) als Zimmerblattpflanze eingeführt haben.
Zu seinen Schülern gehörte unter anderem Hermann Walter (der spätere Hofgartendirektor von den Schlossgärten Eisgrub). Er ging 1856 allerdings, um eine Bildungsreise nach England zu unternehmen. Auch Theodor II. Nietner, später ebenfalls ein bekannter Hofgärtner in Potsdam, Gartengestalter mehrerer privater Parkanlagen sowie Autor von Gartenbüchern, absolvierte seine Gärtnerlehre bei ihm. Hermann Sello war ein Onkel Nietners mütterlicherseits.
Hermann Sello starb am 28. Dezember 1876 in Potsdam. Er ist auf dem privaten Familienfriedhof der Sellos in Bornstedt begraben, dort liegt auch die Grabstätte von Peter Joseph Lenné. Der sogenannte „Sello-Friedhof“ ist ein kleiner Teil des Bornstedter Friedhofs und wurde 1844 von Hermann Sello als Familienfriedhof der Sello angekauft. Zu seinem 200. Geburtstag wurde sein Grabmal und das seiner Frau Aline mit Mitteln der Deutschen Stiftung Denkmalschutz restauriert. Die Grabdenkmale der Familie Sello stehen als bedeutende Zeugnisse der Sepulkral-Architektur des 19. Jahrhunderts unter Denkmalschutz. Die Familienstiftung ist von Hermann Sello 1872 begründet worden und besteht als Familienstiftung Hofgärtner Hermann Sello bis heute. Sie setzt bedeutende Mittel für den Erhalt und die Restaurierung ihres Friedhofs ein.

## Werke
- Ab 1825 Planzeichnungen für den Landschaftsgarten von Schloss Charlottenhof, nach Ideen von Lenné (in Teilbereichen unter maßgeblicher Beteiligung von Kronprinz Friedrich Wilhelm IV.), ab 1828 bis 1836 als dortiger Hofgärtner Ausführung der Gestaltung.
- Umgebung des Belvedere zusammen mit Lenné landschaftlich umgestaltet.
- Anlage des Rosengartens am Charlottenhof, 1835, nach Plänen von Lenné. Der Garten, im formalen Stil um eine zentrale Holzlaube, wurde in der Achse zwischen dem Schloss und dem Dampfmaschinenhaus angelegt und mit etwa 400 Rosenstämmen und Rosenbüschen bepflanzt. (1863 erneuert, später verschiedene Umgestaltungen)
- Ab 1842 Aufschmückung der Bornimer Feldflur durch Alleen, Einzelbäume, Hecken und Schutzgehölzpflanzungen (als sog. „Ferme Ornée“ bzw. „ornamented farm“). Für die Bundesgartenschau Potsdam im Jahr 2001 wurde die bogenförmig von Bornstedt über das Vorwerk bis zur ehemaligen Marquarter Chaussee führende Lindenallee erneuert und mit Fuß- und Radwegen erschlossen, so dass die Feldflur nun wieder erlebbar ist. Hermann Sello gestaltete außerdem einen italienischen Fruchtgarten, Obst- und Gemüsegärten, die geometrisch um das von Persius erbaute Domänen-Vorwerk angeordnet waren, sowie eine nahegelegene Maulbeerplantage, wo der König eine Seidenraupenzucht einrichten wollte.
- Hermann Sello gestaltete auch den Wildpark Potsdam als Übergang vom höfischen Park in die aufgeschmückte Havellandschaft.
- Der heutige Botanische Garten Potsdam wurde von Hermann Sello 1841 als „Paradeisgärtl“ angelegt.
- Weberplatz in Potsdam.
- In der Breiten Straße und in der Schlossstraße in Potsdam gegenüber dem Lustgarten lässt König Friedrich Wilhelm IV. 1843 bis 1845 durch Hermann Sello bereits früher dort befindliche Linden in raffinierter, perspektivisch verengter Linienführung nachpflanzen (später verändert), um die Wirkung des Blicks auf die Garnisonkirche zu erhöhen.